# Leonardo Azzarita
Leonardo Azzarita (Molfetta, 31 gennaio 1888 – Roma, 31 agosto 1976) è stato un giornalista italiano.

## Biografia
Giornalista, fu strenuo difensore della libertà di stampa, fino a rivestire la carica di Direttore generale ANSA. Fu direttore del Corriere delle Puglie e commissario straordinario della Fiera del Levante di Bari. È stato direttore del Corriere delle Puglie poi diventato Gazzetta del Mezzogiorno e in gioventù scrisse un volume dal titolo "L'Italia in Oriente" dalla sua esperienza di corrispondente di guerra. Azzarita fu uno strenuo difensore della libertà di stampa. Fu tra i fondatori dei primi Albi per giornalisti quelli che poi sarebbero diventati gli Ordini dei Giornalisti. Collaborò a numerosi quotidiani e periodici.
Il figlio Manfredi fu fucilato dai nazisti alle Fosse Ardeatine. Lo stesso Azzarita, fu Presidente nazionale ANFIM Associazione Nazionale Famiglie Italiane Martiri, seguendo passo passo la Sua edificazione.
Vinse nel 1969 il Premio Saint Vincent, con la seguente motivazione: "Per una vita dedicata al giornalismo". La città di Molfetta, che in vita lo aveva insignito della Medaglia d'oro, da lui ricevette, alla sua morte, in dono 3000 volumi per la Biblioteca Comunale "Giovanni Panunzio".
Alla commemorazione ufficiale, a Molfetta nel Cinema Fiamma, intervenne il presidente del Consiglio Giulio Andreotti e l'allora Sindaco Beniamino Finocchiaro.

## Riconoscimenti
A suo nome, oggi, la città natale, Molfetta, gli ha intitolato la sala gialla di Palazzo Giovene in piazza Municipio, una via cittadina nella zona 167, una lapide sulla facciata della casa natale, in via Santa Scolastica ed un premio giornalistico.
Dal 2004, è nato un Centro Studi e documentazioni intitolato al suo nome, associazione culturale senza scopi di lucro, presieduta da Giuseppe Pansini, che nello stesso anno ha istituito un premio giornalistico che viene assegnato ogni anno, tra maggio e giugno. Esiste anche l'Associazione Giornalisti molfettesi intitolata ad Azzarita e presieduta dal giornalista Angelo Gadaleta.
Il Premio Leonardo Azzarita è un evento che richiama tantissima gente e in questi anni ha visto premiati del mondo del giornalismo, delle professioni, delle Istituzioni, del mondo della comunicazione.
I giornalisti premiati sono stati: Francesco Giorgino (TG1), Daniele Rotondo (TG2), Michele Mirabella (regista e conduttore televisivo), Paola Laforgia (ANSA), Saverio Montingelli (La Domenica Sportiva Rai), Piergiorgio Giacovazzo (TG2), Rodolfo Calà (ANSA), Duillio Giammaria (TG1), Antonio Caprarica (direttore sede Rai Londra), Attilio Romita (TG1), Perla Dipoppa (TG1), Enzo Magistà (Direttore TGNORBA), Giuseppe de Tommaso (direttore La Gazzetta del Mezzogiorno), Leonardo Zellino (TG2), Maria Luisa Sgobba (Mediaset TG5)